# ピアシティ富士見ヶ丘
ピアシティ富士見ヶ丘（ピアシティふじみがおか）は、茨城県つくばみらい市富士見ヶ丘一丁目にある複合型商業施設である。核テナントはKASUMIで、複数店舗集合型ショッピングセンターである。

## テナント
- Food Market KASUMI 富士見ヶ丘店 - 9:00～22:00
- ダイソー ピアシティ富士見ヶ丘店 - 10:00～21:00
- ドラッグストアセキ 富士見ヶ丘店 - 9:00～22:00
- ふじみがおか歯科クリニック - 10:00～19:00
- コインランドリーLaundry Casa - 6:00～23:00
- ハワイアンリラク＆ビューティーchacha - 10:00～22:00
- ペッピーキッズクラブ　子ども英会話 - 10:00～18:00
- 保険クリニック - 10:00～19:00
- クリーニング洗濯王 - 9:30～20:00
- Workman Colors ピアシティ富士見ヶ丘店 - 10:00～20:00

## 交通アクセス
- 首都圏新都市鉄道つくばエクスプレスみらい平駅下車徒歩20分